# Пейсон (Юта)
Пейсон (англ. Payson) — місто (англ. city) в США, в окрузі Юта штату Юта. Населення — 21 101 особа (2020).

## Географія
Пейсон розташований за координатами 40°2′9″ пн. ш. 111°43′47″ зх. д. / 40.03583° пн. ш. 111.72972° зх. д. (40.035806, -111.729793).  За даними Бюро перепису населення США в 2010 році місто мало площу 22,46 км², з яких 22,44 км² — суходіл та 0,02 км² — водойми. В 2017 році площа становила 31,86 км², з яких 31,84 км² — суходіл та 0,02 км² — водойми.

## Демографія
Згідно з переписом 2010 року, у місті мешкали 18 294 особи в 5057 домогосподарствах у складі 4256 родин. Густота населення становила 814 осіб/км².  Було 5347 помешкань (238/км²).
Расовий склад населення:
| - 90,4 % — білих - 0,6 % — корінних американців - 0,4 % — азіатів - 0,3 % — вихідців з тихоокеанських островів - 0,3 % — чорних або афроамериканців - 6,2 % — осіб інших рас |

До двох чи більше рас належало 2,0 %. Частка іспаномовних становила 13,3 % від усіх жителів.
За віковим діапазоном населення розподілялося таким чином: 39,4 % — особи молодші 18 років, 53,2 % — особи у віці 18—64 років, 7,4 % — особи у віці 65 років та старші. Медіана віку мешканця становила 26,2 року. На 100 осіб жіночої статі у місті припадало 100,6 чоловіків;  на 100 жінок у віці від 18 років та старших — 96,6 чоловіків також старших 18 років.
Середній дохід на одне домашнє господарство  становив 65 749 доларів США (медіана — 60 048), а середній дохід на одну сім'ю — 69 423 долари (медіана — 63 750). Медіана доходів становила 45 904 долари для чоловіків та 34 360 доларів для жінок. За межею бідності перебувало 11,2 % осіб, у тому числі 13,6 % дітей у віці до 18 років та 9,7 % осіб у віці 65 років та старших.
Цивільне працевлаштоване населення становило 8055 осіб. Основні галузі зайнятості: освіта, охорона здоров'я та соціальна допомога — 25,1 %, роздрібна торгівля — 15,0 %, виробництво — 13,6 %.